# Claoxylon
Claoxylon é um género botânico pertencente à família Euphorbiaceae.
Plantas distribuidas através do sul e sudeste da Ásia, Malesia até Melanesia e Hawaii. Metade das espécies estão na Malesia. 
O gênero  Erythrochilus Reinw. ex Blume (ou Erythrochylus Reinw. ex Blume, uma variante ortográfica) e Quadrasia Elmer  estão geralmente incluidos neste gênero.

## Espécies
Composto por 197 espécies:
| - Claoxylon abbreviatum - Claoxylon affine - Claoxylon africanum - Claoxylon albicans - Claoxylon albiflorum - Claoxylon angolense - Claoxylon angustifolium - Claoxylon anomalum - Claoxylon arboreum - Claoxylon archboldianum - Claoxylon attenuatum - Claoxylon atrovirens - Claoxylon australe - Claoxylon bakerianum - Claoxylon barteri - Claoxylon beddomei - Claoxylon bicarpellatum - Claoxylon biciliatum - Claoxylon brachyandrum - Claoxylon brachyphyllum - Claoxylon capense - Claoxylon capillipes - Claoxylon carrii - Claoxylon carinatum - Claoxylon carolinianum - Claoxylon caerulescens - Claoxylon centenarium - Claoxylon chevalieri - Claoxylon collenettei - Claoxylon colfsii - Claoxylon columnare - Claoxylon cordifolium - Claoxylon coriaceo - Claoxylon coriaceum - Claoxylon crassifolium - Claoxylon crassipes - Claoxylon crassivenium - Claoxylon cuneatum - Claoxylon decaryanum - Claoxylon deflersii - Claoxylon delicatum - Claoxylon dewevrei - Claoxylon digynum - Claoxylon dolichostachyum - Claoxylon echinospermum - Claoxylon elegans - Claoxylon ellipticum - Claoxylon elongatum - Claoxylon erythrophyllum - Claoxylon euphorbioides - Claoxylon extenuatum - Claoxylon fallax - Claoxylon flaccidum - Claoxylon fulvescens - Claoxylon gillisonii - Claoxylon glabrifolium - Claoxylon glandulosum - Claoxylon goodenoviense - Claoxylon graciliflorum - Claoxylon grandidentatum - Claoxylon grandifolium - Claoxylon gymnadenum - Claoxylon hainanense - Claoxylon helleri - Claoxylon hexandrum - Claoxylon hillii | - Claoxylon hirsutellum - Claoxylon hirsutum - Claoxylon hirtellum - Claoxylon hispidum - Claoxylon holstii - Claoxylon hosei - Claoxylon humberti - Claoxylon humblotianum - Claoxylon inaequilaterum - Claoxylon indicum - Claoxylon insigne - Claoxylon insulanum - Claoxylon kaievskii - Claoxylon khasianum - Claoxylon kinabaluense - Claoxylon kingii - Claoxylon kirkii - Claoxylon kotoense - Claoxylon lambiricum - Claoxylon lancifolium - Claoxylon lasiococcum - Claoxylon ledermannii - Claoxylon leucocarpum - Claoxylon linostachys - Claoxylon longifolium - Claoxylon longipetiolatum - Claoxylon longiracemosum - Claoxylon luteo - Claoxylon lutescens - Claoxylon macranthum - Claoxylon macrophyllum - Claoxylon mananarense - Claoxylon mannii - Claoxylon marianum - Claoxylon medullosum - Claoxylon membranaceum - Claoxylon menyharthi - Claoxylon mercurialis - Claoxylon metzierii - Claoxylon microcarpum - Claoxylon mildbraedi - Claoxylon minus - Claoxylon molle - Claoxylon molleri - Claoxylon monoicum - Claoxylon muricatum - Claoxylon muscisilvae - Claoxylon neo - Claoxylon neraudianum - Claoxylon nervosum - Claoxylon nigtanig - Claoxylon nubicola - Claoxylon oblanceolatum - Claoxylon occidental - Claoxylon occidentale - Claoxylon oleraceum - Claoxylon oligandrum - Claoxylon oliganthum - Claoxylon ooumuense - Claoxylon ovale - Claoxylon papuae - Claoxylon papyraceum - Claoxylon parvicoccum - Claoxylon parviflorum - Claoxylon patulum - Claoxylon pauciflorum | - Claoxylon paucinerve - Claoxylon pedicellare - Claoxylon perrieri - Claoxylon physocarpum - Claoxylon platyphyllum - Claoxylon poggei - Claoxylon polot - Claoxylon polyandrum - Claoxylon porphyrostemon - Claoxylon praetermissum - Claoxylon preussii - Claoxylon pseudoinsulanum - Claoxylon psilogyne - Claoxylon pubescens - Claoxylon purpurascens - Claoxylon purpureum - Claoxylon putii - Claoxylon racemiflorum - Claoxylon raymondianum - Claoxylon remyi - Claoxylon reticulatum - Claoxylon rivulare - Claoxylon rostratum - Claoxylon rubescens - Claoxylon rubrinerve - Claoxylon rubrivenium - Claoxylon salicinum - Claoxylon salomonense - Claoxylon samoense - Claoxylon sanctae - Claoxylon sandwicense - Claoxylon sarasinorum - Claoxylon scabratum - Claoxylon scabrum - Claoxylon schweinfurthii - Claoxylon scottianum - Claoxylon setosum - Claoxylon sitibundum - Claoxylon spathulatum - Claoxylon sphaerocarpum - Claoxylon spiciflorum - Claoxylon stapfianum - Claoxylon stipulosum - Claoxylon submembranaceum - Claoxylon subsessiliflorum - Claoxylon subbullatum - Claoxylon subviride - Claoxylon taitense - Claoxylon tenerifolium - Claoxylon tenuiflorum - Claoxylon tetracoccum - Claoxylon tomentosum - Claoxylon trichogyne - Claoxylon triste - Claoxylon tsaratananae - Claoxylon tumidum - Claoxylon ubanghense - Claoxylon virens - Claoxylon vitiense - Claoxylon volkensii - Claoxylon wallichianum - Claoxylon warburgianum - Claoxylon welwitschianum - Claoxylon wightii - Claoxylon winkleri |

## Nome e referências
Claoxylon A.Juss.